# 가선공

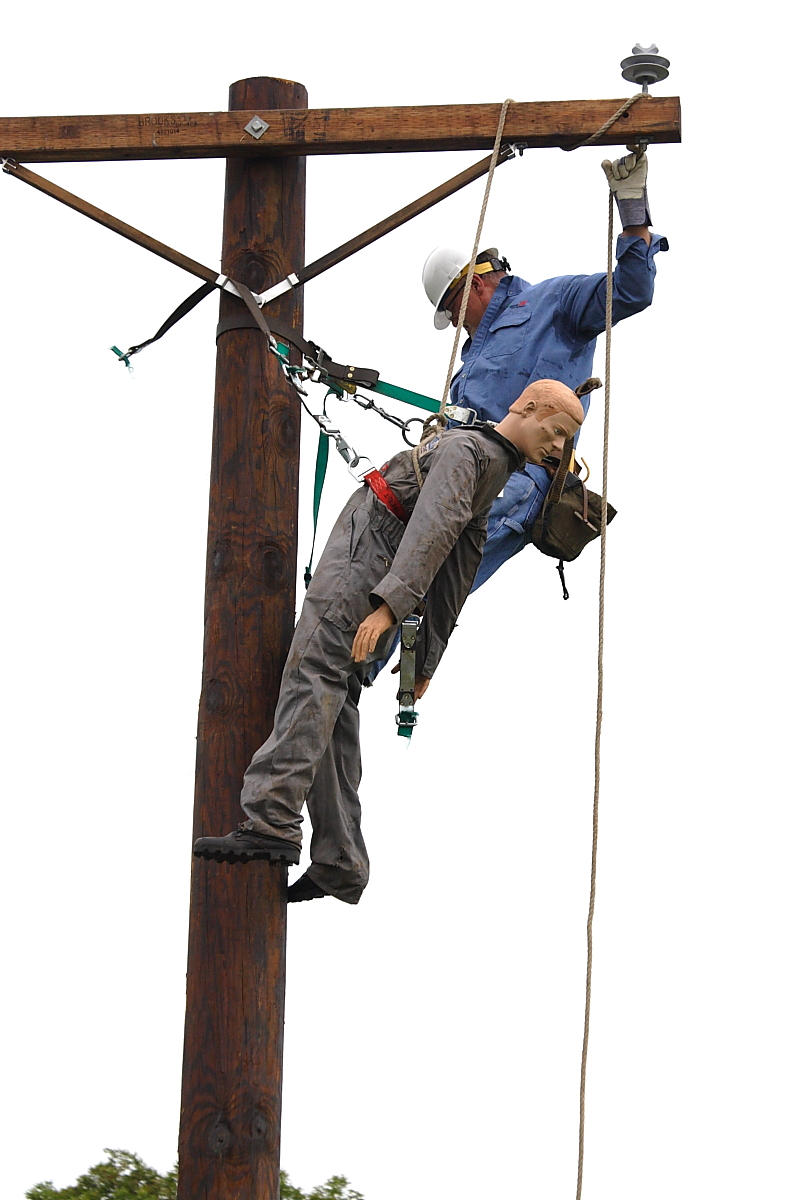

가선공(架線工, 영어: lineworker 라인워커[*])은 전기선이나 통신선을 부설하고 유지보수하는 숙련공이다. 일반적으로 전봇대 등 야외 전기선을 처리하는 사람을 가선공이라고 한다. 실내 전기선을 설치 및 유지보수하는 것은 전기공이다.